# Rela
Rela est l'abréviation de Ikatan Relawan Rakyat Malaysia (volontaires malaisiens). Le corps des Rela est un des corps de volontaires civils créés par le gouvernement malaisien. Leur devoir principal est de vérifier les documents et les autorisations d'immigration et de déplacement des étrangers dans les villes, y compris les touristes et les visiteurs, afin de réduire le taux croissant d'immigrés illégaux. Les RELA ont autorité pour accomplir des tâches de la police malaisienne, tels que les descentes dans les rues ou des lieux tels que les usines, les restaurants et même les hôtels. Ils ont également pleins pouvoirs pour conduire des interrogatoires et mettre en détention tous ceux qui auraient oublié d'apporter leurs documents, comme les passeports et/ou les permis de travail. Ils reçoivent une formation de base et sont parfois équipée d'armes à feu. Ils sont accusés par de nombreuses organisations de défense des droits de l'homme d'abus et de maltraitance sur les civils, voire d'homicide. 

## Personnel
- Pelotons : 9 688
- Homme : 443 250
- Femme : 50 895
- Total : 494 145

## Armement
Il est proche de celui de la Police royale malaisienne et comprend notamment les modèles récents suivants :